# بيلي ديب
بيلي ديب (بالإنجليزية: Billy Dib)‏ مواليد 17 أغسطس 1982 في سيدني، هو ملاكم محترف أسترالي. حقق بطولة الاتحاد الدولي للملاكمة.

## إحصائيات
خاض خلال مسيرته 50 نزالا، فاز في 43 وخسر في 5. فاز بالضربة القاضية في 24 نزالا.

## روابط خارجية
- بيلي ديب على موقع بوكس ريك (الإنجليزية) (registration required)